# Elio Boncompagni
Elio Boncompagni (* 8. Mai 1933 in Caprese Michelangelo; † 9. November 2019 in Florenz) war ein italienischer Orchesterleiter und Dirigent sowie Generalmusikdirektor in Aachen.

## Leben und Wirken
Nach seinem Studium am Conservatorio Luigi Cherubini in Florenz im Fach Violine und Komposition wechselte Boncompagni nach Rom zum Conservatorio Santa Cecilia, um bei Franco Ferrara Dirigierkurse zu besuchen. In dieser Zeit wurde er Preisträger bei internationalen Dirigierwettbewerben des RAI in Mailand und des Radio Hilversums. Anschließend begleitete er als Schüler und Assistent Tullio Serafin bei dessen Auftritten mit internationalen Orchestern.
In Anschluss an diese Zeit folgten Anstellungen an renommierten Theater- und Schauspielhäusern Europas. So leitete er zunächst vier Jahre lang das Orchester am Théâtre Royal de la Monnaie in Brüssel, gefolgt von einer zweijährigen Zeit als Chefdirigent beim Königlichen Dramatischen Theater in Stockholm. Anschließend übernahm er für drei Jahre die künstlerische Leitung und das Dirigat am Teatro San Carlo in Neapel und danach für fünf Jahre die Position des ständigen Dirigenten an der Wiener Staatsoper. Zwischendurch wurde er immer wieder als Gastdirigent zu Auftritten mit Orchestern wie unter anderem den Wiener Symphonikern, dem London Symphony Orchestra, der Opéra National de Paris, der Deutschen Oper Berlin und der Deutschen Staatsoper Berlin oder der Bayerischen Staatsoper München eingeladen.
Im Jahr 1996 wechselte Boncompagni an das Stadttheater Aachen, wo er zunächst für ein Jahr als kommissarischer und anschließend bis zum Jahr 2002 als fest angestellter Generalmusikdirektor das Sinfonieorchester Aachen und den Sinfonischen Chor Aachen leitete. In dieser Zeit zeichnete er sich insbesondere mit der szenischen Erstaufführung der alten Wiener Fassung von Donizettis Opern „Don Sebastiano“ sowie mit Maria di Rohan, ebenfalls als Rekonstruktion einer Wiener Fassung, aus, wofür er einen Preis von der deutschen Presse für das beste Programm der symphonischen Saison in Deutschland erhielt. Neben diesen Höhepunkten gilt sein Wirken in Aachen allerdings als „glücklos“ (Aachener Zeitung), das vormalige Niveau des Orchesters konnte erst wieder unter Boncompagnis Nachfolger Marcus Bosch erreicht werden.
Nach seiner Zeit in Aachen zog es Boncompagni wieder nach Italien, wo er unter anderem auch als Privatdozent an den Konservatorien in Perugia und Pesaro tätig war, aber weiterhin zahlreiche Arrangements mit großen Opernhäusern wie beispielsweise dem Teatro Verdi in Triest, dem Teatro dell’Opera in Rom oder dem Teatro del Maggio in Florenz sowie weitere Gastdirigate im Ausland übernahm.
Während seiner gesamten Laufbahn zeichnete sich Boncompagni besonders durch eine profunde Kenntnis des italienischen Repertoires, und hier speziell durch seine Interpretation der Werke Gaetano Donizettis aus und setzte diese Erfahrung auch immer wieder als Schwerpunktthema bei seinen Aufführungen ein. Dazu erstellte er in den letzten Jahren beachtenswerte CD- und Schallplatteneinspielungen unter anderem von Donizettis Opern Anna Bolena, Maria Stuarda, Maria di Rohan mit verschiedenen Orchestern sowie ein Donizetti-Porträt aus Arien und Ouvertüren mit der Sopranistin Edita Gruberová.

## Auszeichnungen
- 1967: 4. Preis bei der Dimitri Mitropoulos International Music Competition in New York